# Николина Огненска
Николина Асенова Огненска-Стоянова е българска музиколожка, професорка, доктор на изкуствознанието.

## Биография
Родена е на 20 януари 1950 година в град Станке Димитров, днес Дупница. Завършва Музикалната академия в София в 1973 година, от 1984 година е доктор по изкуствознание, в 1989 година става доцент по методика на обучението по музика, а от 2005 година е професорка по теория на музиката. Установява се в Благоевград със семейството си. Преподава в Югозападния университет в Благоевград и е заемстник-председателка на Общото събрание на ЮЗУ.
Николина Огненска е членка на Международната организация за музикално образование (ИСМЕ). От 2005 година е председателка на клона на Съюза на учените в България в Благоевград, а от 2006 година е членка на Управителния съвет на Съюза на учените в България. В 2019 година Управителният съвет на Съюза на учените в България отличава доктор Огненоска със званието Почетен член на Съюза на учените в България, като отличие за нейния принос в развитието на организацията.
Нейна дъщеря е музикантката и асоциирана професорка по музика в консерваторията „Бъркли“ Весела Стоянова.